# دقیقه‌هام
دقیقه‌هام اولین آلبوم رسمی علیرضا طلیسچی است که در ۱۴ اردیبهشت ۱۳۹۵ منتشر شد. این آلبوم شامل ۹ قطعه است. کلیه شعرها و ملودی‌های این آلبوم ساختۀ خود اوست.

## قطعه‌ها
| نام            | ترانه‌سرا      | آهنگساز       | تنظیم‌کننده      |
| -------------- | ------------- | ------------- | --------------- |
| کسی‌که دیگه رفت | علیرضا طلیسچی | علیرضا طلیسچی | علیرضا طلیسچی   |
| دلخوشم به چیت  | علیرضا طلیسچی | علیرضا طلیسچی | اشکان آبرون     |
| دقیقه‌هام       | علیرضا طلیسچی | علیرضا طلیسچی | علیرضا طلیسچی   |
| وقتی هستی      | علیرضا طلیسچی | علیرضا طلیسچی | آرش خادمی       |
| اتفاقی         | علیرضا طلیسچی | علیرضا طلیسچی | امیربهادر دهقان |
| حقمه           | علیرضا طلیسچی | علیرضا طلیسچی | علیرضا طلیسچی   |
| منو دریاب      | علیرضا طلیسچی | علیرضا طلیسچی | آرش خادمی       |
| ناراحته قلبم   | علیرضا طلیسچی | علیرضا طلیسچی | علیرضا طلیسچی   |
| ۱۷۵            | علیرضا طلیسچی | علیرضا طلیسچی | امیربهادر دهقان |